# Hartland (Vermont)
Hartland és una població dels Estats Units a l'estat de Vermont. Segons el cens del 2000 tenia 3.223 habitants.

## Demografia
Segons el cens del 2000, Hartland tenia 3.223 habitants, 1.270 habitatges, i 900 famílies. La densitat de població era de 27,7 habitants per km².
Dels 1.270 habitatges en un 33,3% hi vivien nens de menys de 18 anys, en un 59,5% hi vivien parelles casades, en un 8,4% dones solteres, i en un 29,1% no eren unitats familiars. En el 22% dels habitatges hi vivien persones soles el 6,9% de les quals corresponia a persones de 65 anys o més que vivien soles. El nombre mitjà de persones vivint en cada habitatge era de 2,53 i el nombre mitjà de persones que vivien en cada família era de 2,97.
Per edats la població es repartia de la següent manera: un 26,1% tenia menys de 18 anys, un 5,1% entre 18 i 24, un 29,2% entre 25 i 44, un 27,9% de 45 a 60 i un 11,8% 65 anys o més.
L'edat mediana era de 40 anys. Per cada 100 dones de 18 o més anys hi havia 93,7 homes.
La renda mediana per habitatge era de 49.388 $ i la renda mediana per família de 55.354 $. Els homes tenien una renda mediana de 32.639 $ mentre que les dones 26.691 $. La renda per capita de la població era de 23.715 $. Entorn de l'1,3% de les famílies i el 2,6% de la població estaven per davall del llindar de pobresa.